# Takaya Ōishi
Takaya Ōishi (jap. 大石 尚哉, Ōishi Takaya; * 7. Juli 1972 in der Präfektur Shizuoka) ist ein ehemaliger japanischer Fußballspieler.

## Karriere
Ōishi erlernte das Fußballspielen in der Schulmannschaft der Shimizu Commercial High School und der Universitätsmannschaft der Universität Tsukuba. Seinen ersten Vertrag unterschrieb er 1995 bei Verdy Kawasaki. Der Verein spielte in der höchsten Liga des Landes, der J1 League. Für den Verein absolvierte er 14 Erstligaspiele. Im April 1998 wurde er an den Ligakonkurrenten Sanfrecce Hiroshima ausgeliehen. Im September 1998 kehrte er zu Verdy Kawasaki zurück. 1999 wechselte er zum Drittligisten Yokohama FC. 1999 und 2000 wurde er mit dem Verein Meister der Japan Football League. Für den Verein absolvierte er 23 Spiele. 2001 wechselte er zum Ligakonkurrenten Jatco FC. Für den Verein absolvierte er 26 Spiele. Ende 2002 beendete er seine Karriere als Fußballspieler.

## Erfolge
Verdy Kawasaki
- J1 League

Vizemeister: 1995
- J.League Cup

Finalist: 1996
- Kaiserpokal

Sieger: 1996